# Gábor Harsányi
Gábor Harsányi, ungersk skådespelare född 15 juni 1945 i Budapest, Ungern.

## Roller (i urval)
1. Nyúlék (2002) TV-serie
2. A Titkos Háború (2002)
3. Devictus Vincit (1994)
4. Öregberény (1994) TV-serie
5. A Próbababák Bálja (1991)
6. Bolondok Bálja (1984)
7. Linda (1984) TV-serie
8. Szellemidézés (1984)
9. Torta Az Égen (1984)
10. Hófehér (1983)
11. Glória (1982)